# Terje Rypdal

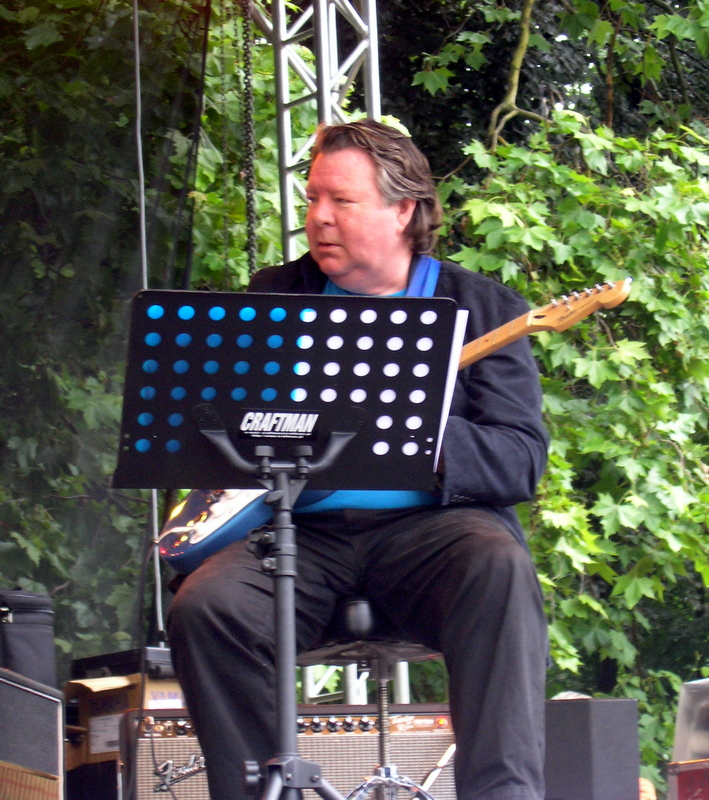
Terje Rypdal en Varsovia. 2005.

Terje Rypdal nació el 23 de agosto de 1947 en Oslo, Noruega. Es un guitarrista y compositor especializado en los estilos de jazz, música clásica y world music.

## Breve biografía
Aunque comenzó influenciado por el rock de vanguardia, Rypdal dio un viraje a su carrera profesional hacia el jazz en 1968, uniéndose al grupo de Jan Garbarek y más tarde al sexteto de George Russell. Un importante paso hacia su reconocimiento internacional fue su participación en el festival de Baden-Baden, Alemania en 1969, donde formó parte de la banda liderada por Lester Bowie. 
Su principal obra ha sido editada con el sello alemán ECM. Las colaboraciones de Rypdal como guitarrista y compositor con otros artistas de ECM han sido comunes, por ejemplo con Ketil Bjornstad y David Darling en 1990. Rypdal se ha convertido, con el paso de los años, en un reconocido e importante miembro de la comunidad jazzística noruega.
Sus composiciones "Last Nite" y "Mystery Man" fueron usadas en la película de Michael Mann Heat, e incluidas en la banda sonora del mismo nombre.

## Discografía
- Get Dreamy (The Dream) (Polydor 842 972-2) 1967
- Bleak House (Polydor/Universal Norway 547 885-2) 1968
- Electronic Sonata for Souls Loved by Nature (George Russell) (Soul Note 121034-2) 1969
- Esoteric Circle (Jan Garbarek) (Freedom FCD 41031) 1969
- Briskeby Blues (Jan Erik Vold) (Philips 834 711-2) 1969
- Gittin' to Know Y'all (The Baden-Baden Free Jazz Orchestra) (POCJ-2553) 1969
- Min Bul (Polydor 2382003) 1970
- Trip to Prillarguri (George Russell Sextet) (Soul Note 121029-2) 1970
- Afric Pepperbird (Jan Garbarek Quartet) (ECM 1007) 1970
- Sart (Jan Garbarek Quintet) (ECM 1015) 1971
- Terje Rypdal (ECM 1016) 1971
- Hav (Jan Erik Vold) (Philips 6507 002) 1971
- Listen to the Silence (A Mass of Our Time) (George Russell Orchestra) (Soul Note 121024-2) 1971
- Actions (Krzystof Penderecki / Don Cherry & The New Eternal Rhythm Orchestra Live in Donaueschingen) (Wergo SM 1010; Philips 6305153; on CD as Transparency TRANS00081971) 1971
- New Violin Summit (Jean-Luc Ponty, Don "Sugarcane" Harris, Michał Urbaniak, Nipso Brantner, Wolfgang Dauner, Neville Whitehead, Robert Wyatt) (MPS 3321285-8/MPS 88025-2/MPS2222720-0 - released on CD as Euro Series 468036 504) 1971[2]
- Popofoni (Krog, Garbarek, Rypdal, et al.) (Sonet SLP 1421,2) 1971
- Real Rock 'N' Roll (Per "Elvis" Granberg & The New Jordal Swingers) (Philips 6317013) 1973
- Morning Glory (John Surman) (Future Music FMRCD-13 L495) 1973
- What Comes After (ECM 1031) 1974
- Whenever I Seem to be Far Away (ECM 1045) 1974
- Odyssey (ECM 1067/8) 1975
- New Jazz Festival - Hamburg 1975 (Various Artists) 1975
- After the Rain (ECM 1083) 1976
- The Hapless Child (Michael Mantler / Edward Gorey) (Watt/4) 1976
- No Time for Time (Pal Thowsen / Jon Christensen) (Zarepta ZA 34005/Sonet SLP1437) 1976
- Samse Tak! (Egil "Bop" Johansen) (Four Leaf FLC 5013) 1976
- Satu (Edward Vesala) (ECM 1088) 1977
- Bruksdikt for Deg og Meg (Carl Frederik Prytz) (Polydor 2920 172) 1977
- Waves (ECM 1110) 1978
- Three Day Moon (Barre Phillips) (ECM 1123) 1978
- Rypdal/Vitous/DeJohnette (ECM 1125) 1979
- Descendre (ECM 1144) 1980
- Apecalypso Nå (Lars Mjøen & Knut Lystad) (label info?) 1980
- Norsk Rock's Gyldne År (The Vanguards) (SONET SLP 1458) 1980
- To Be Continued (ECM 1192) 1981
- Eos (with David Darling) (ECM 1263) 1984
- Chaser (ECM 1303) 1985
- Bratislava Jazz Days 1985 (Opus Czechoslovakia 9115 1810-11, two-LP set) 1985
- Comanchero (The Vanguards) (Polydor 831 208-1) 1986
- Blue (ECM 1346) 1987
- Nice Guys (Hungry John & The Blue Shadows) (Norwegian label?) 1987
- Natt Jazz 20 Ar (Various Artists) (Grappa Records GRCD 103) 1988
- The Singles Collection (ECM 1383) 1989
- Undisonus (ECM 1389) 1990
- Contemporary Music for Big Band (Sandvika Storband) (SSCD 002) 1990
- Twang!!! (The Vanguards) (DLP 33043/Triola TRCD 06) 1990
- Vegmerker (Trondhjems Studentersangforening) (Pro Musica PP9022) 1990
- Q.E.D. (ECM 1474) 1991
- Mnaomai, Mnomai (Heinz Reber) (ECM 1378) 1991
- Water Stories (Ketil Bjørnstad) (ECM 1503) 1993
- Unplugged: Mozart and Rypdal (Hans Petter Bonden) (MTG-CD 21111) 1993
- Deep Harmony (Tomra Brass Band) 1994
- The Sea (Bjørnstad/Darling/Rypdal/Christensen) (ECM 1545) 1995
- Nordic Quartet (Surman/Krog/Rypdal/Storaas) (ECM 1553) 1995
- If Mountains Could Sing (ECM 1554) 1995
- Come Together: Guitar Tribute To The Beatles, Vol. 2 (Various Artists) 1995
- Skywards (ECM 1608) 1997
- The Sea II (Bjørnstad/Darling/Christensen/Rypdal) (ECM 1633) 1998
- Rypdal & Tekrø (RCA 74321 242962) 1997
- Bitt (Audun Kleive) (Polygram 5365832) 1997
- Litania - Music of Krzysztof Komeda (Tomasz Stanko Septet) (ECM 1636) 1997
- Meridians (Torbjørn Sunde) (ACT 9263-2) 1997
- Road Song (Knut Mikalsen's Bopalong Quintet) (Villa Records AS VRCD 005) 1997
- Rypdal/Tekrø II 1997
- Dawn Of A New Century (Secret Garden) (Mercury Records 538 838-2) 1999
- Snøfreser'n/FBI (Øystein Sunde) (Spinner Records GTIS 704 - CD single) 1999
- Kartā (Stockhausen/Andersen/Héral/Rypdal) (ECM 1704) 2000
- Double Concerto / 5th Symphony (ECM 1567) 2000
- Song....Tread Lightly (Palle Mikkelborg) (Sony Denmark CK 91439) 2000
- Navigations (Kyberia) (Simax Classics PSC 1212) 2000
- Open The Door Softly (Helen Davis) (EXLCD 30079, EXLIBRIS) 2000
- Selected Recordings (Volume VII of ECM's :rarum series) (rarum 8007) 2002
- Sonata / Nimbus (Birgitte Stærnes) (MTG Record Company; A Corda) 2002
- Magica Lanterna (Ronni Lé Tekrø) 2002
- Lux Aeterna (ECM 1818) 2002
- Kahlil Gibran's "The Prophet" 2003
- Vanguards Special (The Vanguards 1963-2003) (The Vanguards) (Tylden & Co. GTACD8191/2) 2003
- High Lines (Michael Galasso) (ECM 1713) 2005
- Vossabrygg (ECM 1984) 2006
- Life In Leipzig (Bjørnstad/Rypdal) (ECM 2052) 2008